# Lázár Szentes
Lázár Szentes, né le 22 décembre 1955, est un footballeur hongrois, jouant au poste d'attaquant durant les années 1970 et 1980. Il se reconvertit en entraîneur au début des années 1990.

## Biographie
Joueur du Győri ETO FC entre 1981 et 1987, Lázár Szentes joue avec la sélection nationale hongroise de 1982 à 1983, cumulant six sélections pour trois buts inscrits.
Il joue son premier match en équipe nationale le 18 avril 1982 contre l'équipe du Pérou, match au cours duquel il inscrit un but. 
Il participe à la Coupe du monde 1982 organisée en Espagne, où il dispute deux matchs : contre l'équipe du Salvador puis contre l'Argentine. 
Avec le club du Győri ETO FC, il remporte deux championnats de Hongrie et dispute 6 matchs en Coupe d'Europe des clubs champions.
Il termine sa carrière de joueur au Portugal, où il joue notamment 18 matchs en première division portugaise avec le club du Vitória Setúbal.
Reconverti en entraîneur depuis 1992, Szentes dirige le club hongrois Haladás depuis 2014.

## Palmarès

### Joueur
- Champion de Hongrie en 1982 et 1983 avec le Győri ETO FC
- Finaliste de la Coupe de Hongrie en 1984 avec le Győri ETO FC

### Entraîneur
- Finaliste de la Coupe de Hongrie en 2003 avec le Debrecen VSC